# Gordon Buehrig

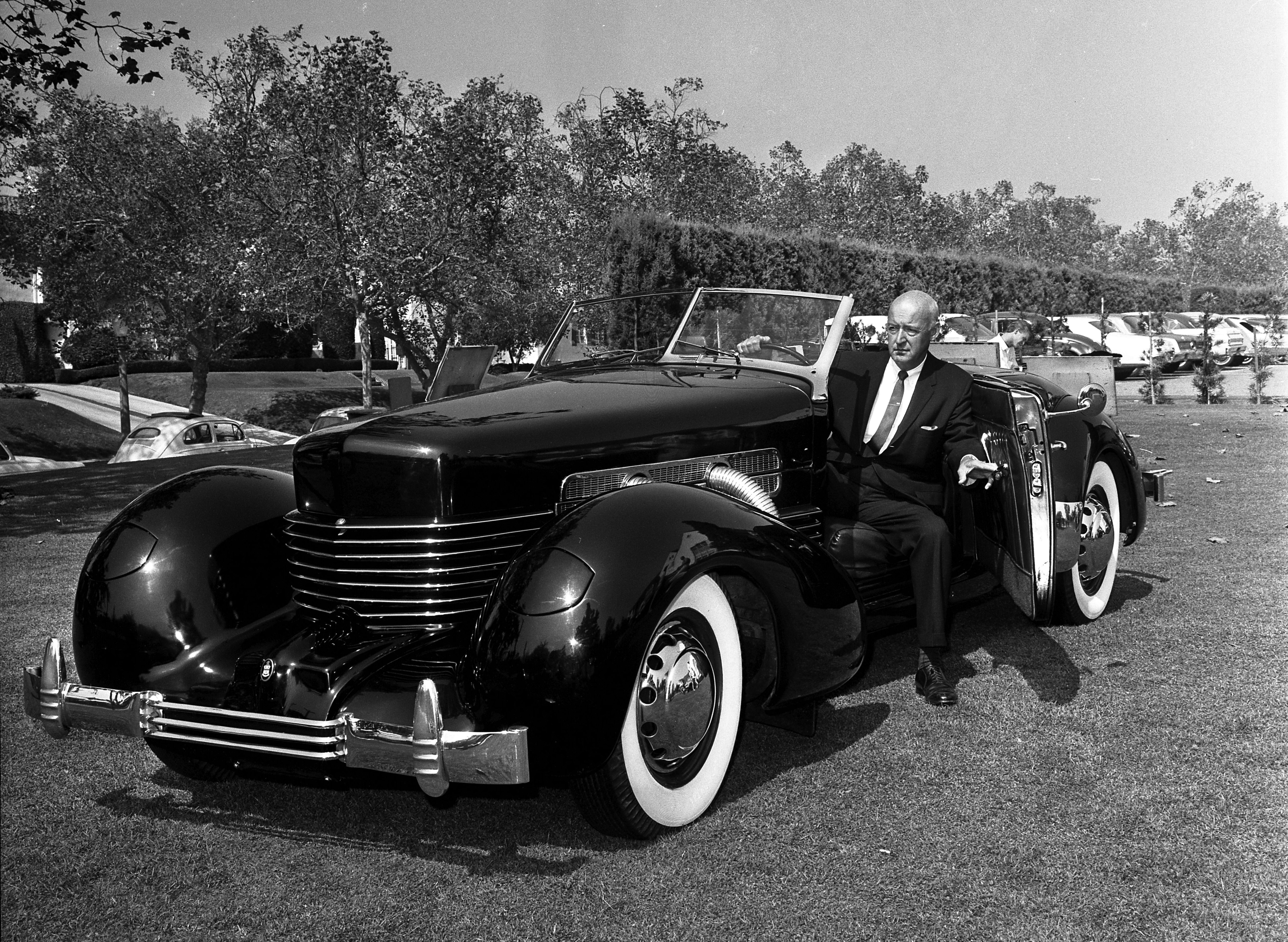
Gordon Buehrig mit einem Cord Sportsman (1965)

Gordon Miller Buehrig (* 18. Juni 1904 in Mason City, Illinois; † 22. Januar 1990 in Grosse Point Woods, Michigan) war ein US-amerikanischer Automobildesigner, der in den 1930er-Jahren eine Reihe klassischer Fahrzeuge für Errett Lobban Cords Automobilmarken gestaltete. Zu seinen besten Entwürfen gehören der Cord 810/812 und der Continental Mark II.

## Leben und Werke

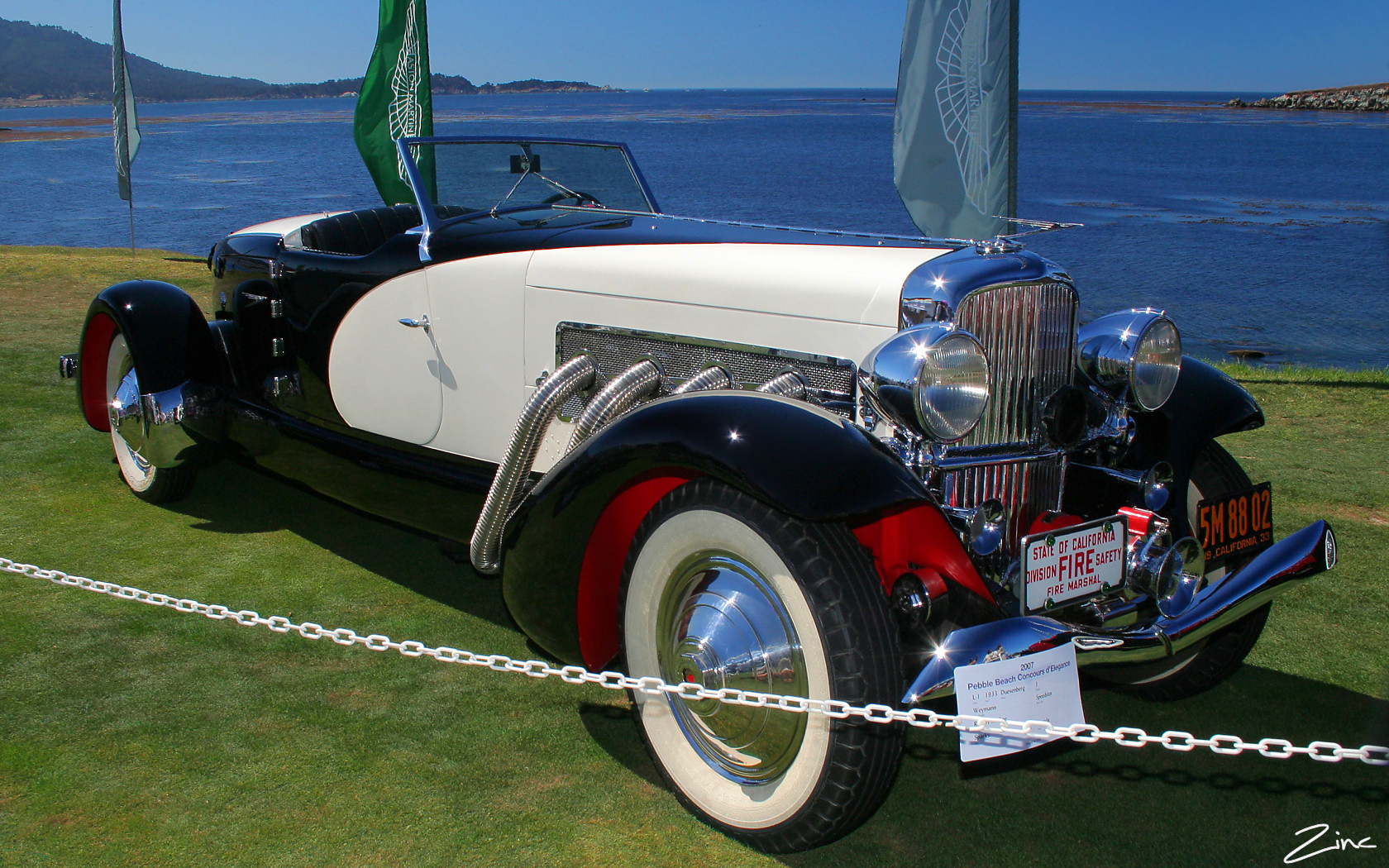
Duesenberg J supercharged Speedster, gebaut von der Weymann-American Body Company (1933)

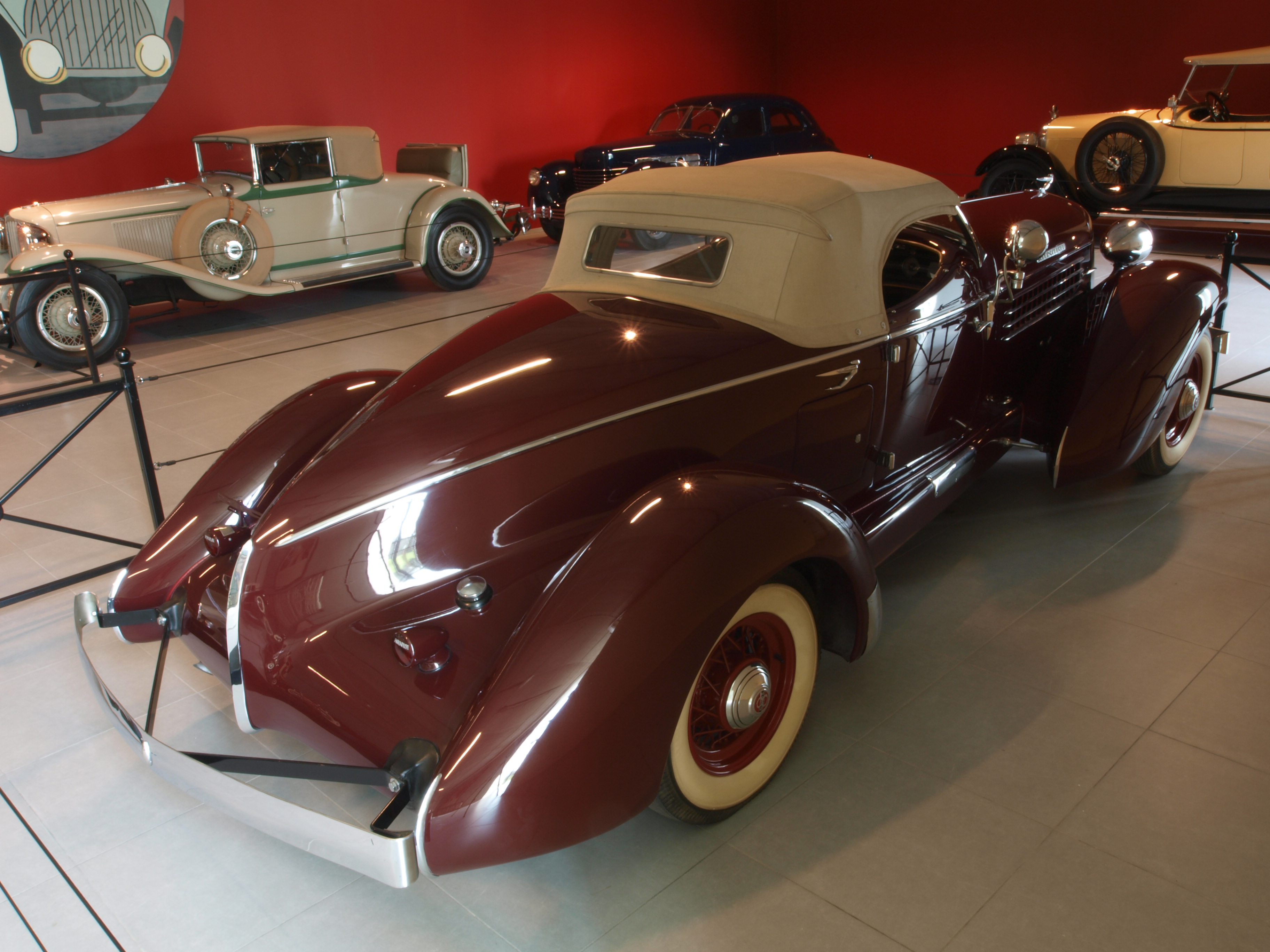
Aubrun 851 Boattail Speedster (1936)

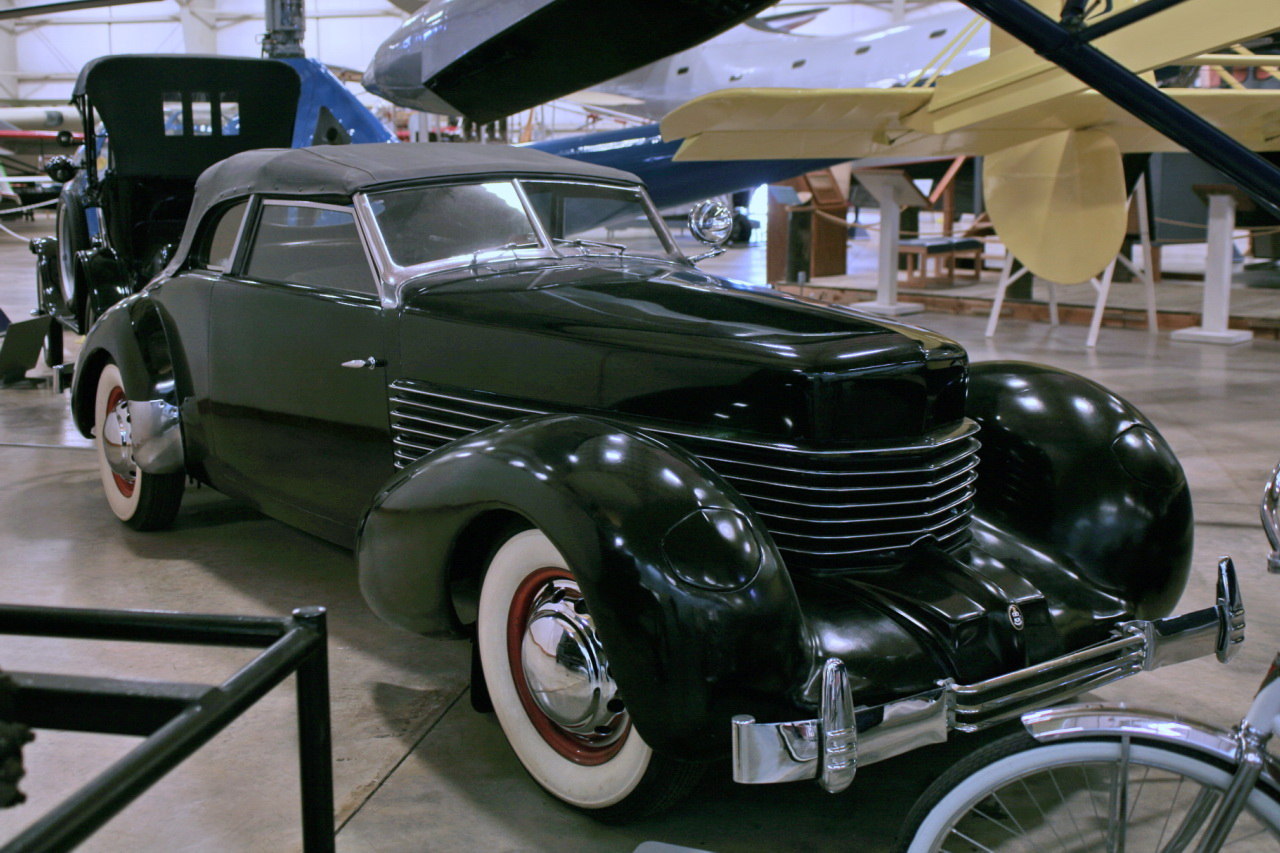
Cord 810 Phaeton (1936)

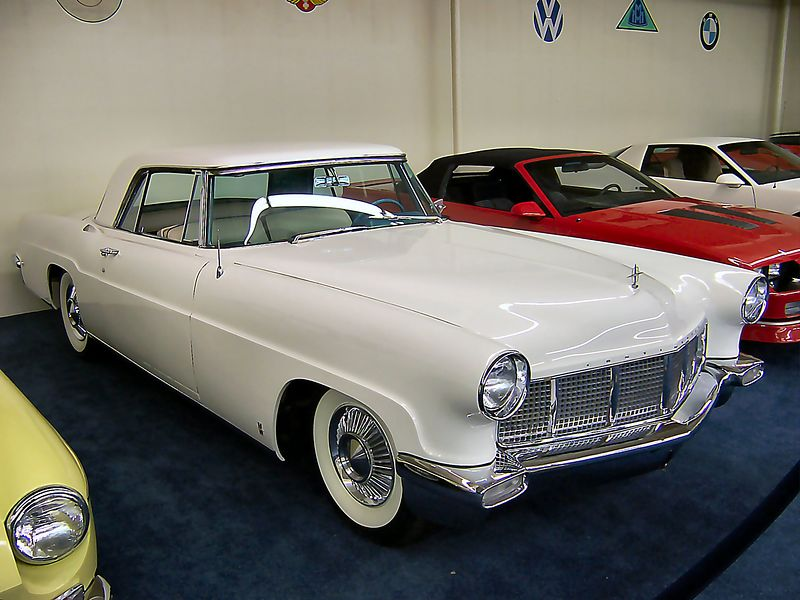
Continental Mark II (1956)

Buehrig begann 1924 eine Lehre als Karosseriebauer bei der Gotfredson Body Company in Grosse Point Woods, die Karosserien für Wills Sainte Claire, Peerless, Jewett Motors und andere Automobilhersteller produzierte. 1927 wechselte Buehrig zum Karosseriehersteller Dietrich in Detroit, danach zu Packard und schließlich zu General Motors. Bei GM arbeitete Buehrig erstmals als Gestalter; hier war er an dem Entwurf der Buick-Modelle des Jahrgangs 1929 beteiligt. 1929 war Buehrig kurzzeitig für Stutz tätig; für den Sportwagenhersteller aus Indianapolis entwarf er das Fahrzeug, mit dem das Unternehmen am 24-Stunden-Rennen von Le Mans 1929 teilnahm.
1929 wurde Buehrig Chefdesigner des Luxuswagenherstellers Duesenberg, der seit drei Jahren dem Unternehmer Errett Lobban Cord gehörte. Seine erste Arbeit für Duesenberg war der Entwurf von Werkskarosserien für das neu vorgestellte Duesenberg Modell J, die aus Marketinggründen allerdings dem fiktiven Karosseriebauunternehmen LaGrande zugeschrieben wurden.
Fünf Jahre später wechselte Buehrig zu Auburn, die ebenfalls Teil von Cords Automobilkonzern war. Für Auburn gestaltete Buehrig unter anderem 1935 die Baureihe Auburn 851, deren Version Boattail Speedster das meiste Aufsehen erregte.
Buehrigs letzte Arbeit für Errett Lobban Cord war der Entwurf der Karosserien für den Cord 810/812, ein neu konstruiertes Frontantriebsauto, das als erstes Serienfahrzeug der Welt Klappscheinwerfer verwendete. Buehrigs Design des Cord 810 gehört zu den innovativsten und elegantesten Entwürfen der Vorkriegszeit. Ungeachtet dessen wurde der Cord 810 ein wirtschaftlicher Misserfolg. Später verwendeten Hupmobile und Graham-Paige Buehrigs Karosserieentwurf für technisch einfachere, preiswerter herzustellende Fahrzeuge mit Heckantrieb (Graham Hollywood und Hupmobile Skylark); eine Serienproduktion scheiterte jedoch angesichts des bevorstehenden Zweiten Weltkriegs.
Nach dem Krieg arbeitete Buehrig zunächst im Designbüro von Raymond Loewy. Von 1951 bis 1965 war er für Ford tätig. Hier entwarf er unter anderem den Continental Mark II, der als Meilenstein des Automobildesigns gilt.
Nachdem er in den Ruhestand eingetreten war, arbeitete Buehrig einige Jahre lang als Dozent für Automobildesign in Kalifornien; daneben war er als selbständiger Designer tätig. Sein letzter Entwurf war ein im Retro-Stil gehaltenes Coupé für die Buehrig Motor Car Company aus dem Jahr 1979, das nicht in Serie produziert wurde.